# Бурнашева Белла Олексіївна
| 2010 Чебишов    | 13 жовтня 1969 року  |
| 2232 Алтай      | 15 вересня 1969 року |
| 2259 Софіївка   | 19 липня 1971 року   |
| 2327 Гершберг   | 13 жовтня 1969 року  |
| 2697 Альбіна    | 9 жовтня 1969 року   |
| 3406 Омськ      | 21 лютого 1969       |
| 3921 Клементьєв | 19 липня 1971        |
| 4109 Анохін     | 17 липня 1969        |
| 4465 Родіта     | 14 жовтня 1969       |
| 5075 Горячев    | 13 жовтня 1969       |
| 5218 Куцак      | 9 жовтня 1969        |
| 6278 Аметхан    | 10 жовтня 1971       |
| 7318 Дюков      | 17 липня 1969        |

Бе́лла Олексі́ївна Бурнашева (рос. Бэлла Алексеевна Бурнашева, нар. 1944 в Омську) — українська й російська астрономка, першовідкривачка 13 астероїдів.

## Біографія
Працювала спостерігачкою астероїдів у московському Інституті теоретичної астрономії, потім системною інженеркою в Кримській астрофізичній обсерваторії.

## Наукові результати
У 1969—1971 роках відкрила 13 астероїдів. Спільно зі своїм чоловіком Владиславом Бурнашевим та Олександром Боярчуком, зіставивши дані вільного спектрофотометричного каталога й каталога зоряних величин у системі UBV, уточнила коефіцієнти абсолютної калібровки та ефективні довжини хвиль фотометричних смуг системи UBV.

## Відзнаки
- Астероїд 4427 Бурнашев, відкритий Тамарою Смирновою, названий на честь Белли Бурнашевої та її чоловіка Владислава Бурнашева (нар. 1943)[10].